# Nightnoise
Nightnoise foi uma banda irlandesa, ativa de 1984 a 1997. Seu estilo de música era uma mistura de música tradicional irlandesa com o jazz moderno, e pode ser definida dentro do gênero new age.
A banda era formada por grandes nomes da música irlandesesa, que, através de uma mistura original de estilos (celta, jazz, e música clássica), foram os precursores do New Age e inspiraram uma geração de novos músicos irlandeses, como a Enya e o Clannad, por exemplo.

## Músicos
- Brian Dunning – flauta
- Tríona Ní Dhomhnaill – vocais, flauta, e clarinete
- Mícheál Ó Domhnaill – guitarras, piano, banjo, mandolin, tin whistle, e harmonica
- Billy Oskay – violino
- Johnny Cunningham – violino (a partir de 1990)
- John Fitzpatrick – violino (a partir de 1997)

## Discografia
- Nightnoise (1984)
- Something of Time (1987)
- At the End of the Evening (1988)
- The Parting Tide (1990)
- Shadow of Time (1993)
- A Different Shore (1995)
- The White Horse Sessions (ao vivo) (1997)